# Aimé Bogaerts
Amatus (Aimé) Bogaerts (Oostakker, 27 januari 1859 - Gent, 16 maart 1915), ook bekend onder het pseudoniem Johan, was een Belgisch redacteur, syndicalist en auteur van vrijzinnig-socialistische toneelstukken, gedichten en liederen voor kinderen en volwassenen.

## Levensloop
Hij gold als een van de belangrijkste socialistische onderwijzers voor de Eerste Wereldoorlog en was stichter van de Belgische Socialistische Onderwijzersbond.
Hij volgde in 1901 Ferdinand Hardijns op als hoofdredacteur van de Vooruit, een functie die hij uitoefende tot aan zijn dood in 1915.  Tevens was hij de drijvende kracht van een educatieve project met een reizende kolonie Gentse volkskinderen (1898 - 1915).